# Fanart

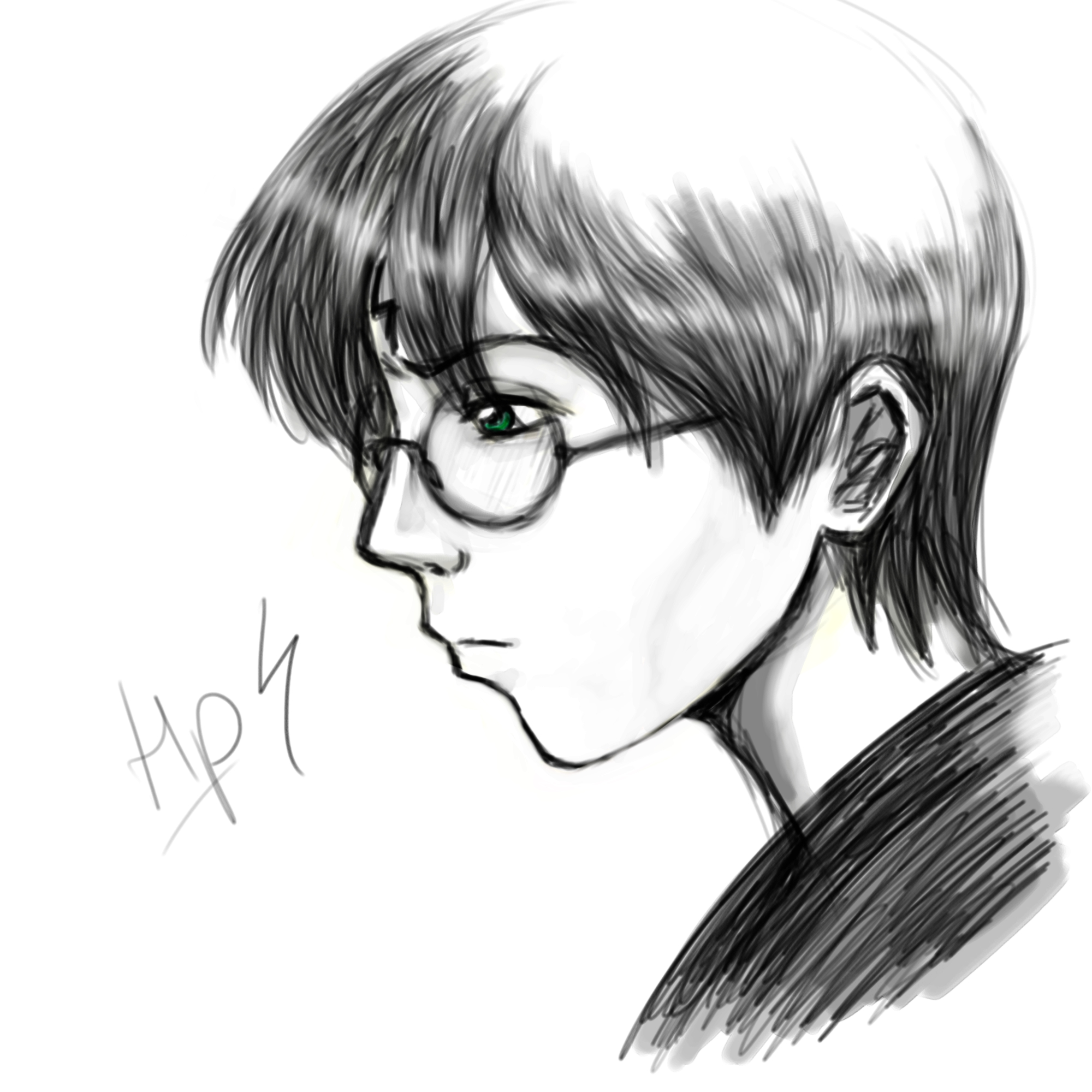
Fanowskie przedstawienie Harry Pottera

Fanart (albo fan art) – twórczość artystyczna oparta na dziełach (zazwyczaj komercyjnych) innych autorów. Wywodzi się z języka angielskiego i oznacza inaczej twórczość fanów. Wszelkie grafiki, rysunki, komiksy i inne formy wizualne, w których występują postacie, miejsca, przedmioty stworzone przez kogoś innego, są fanartem. Kiedyś fan fiction było uważane za fanart, teraz jest uznawane za osobny termin twórczości fanów. Należy zauważyć, że fanart często nie należy do tego samego gatunku twórczości co dzieło, na którym się opiera – istnieją rysunki związane z filmami, komiksy związane z książkami itp.